# مکس مورستت
مکس مورستت (انگلیسی: Max Moerstedt؛ زادهٔ ۱۵ ژانویهٔ ۲۰۰۶) بازیکن فوتبال اهل آلمان است که در حال حاضر برای باشگاه فوتبال هوفنهایم بازی می‌کند.

## دوران باشگاهی
مورستت در پانزده سالگی به آکادمی باشگاه فوتبال هوفنهایم پیوست و به زودی تبدیل به یک بازیکن مهم در ترکیب تیم اصلی که در بوندس‌لیگا حضور داشت بدل گشت.

## دوران ملی
وی همچنین در تیم‌های ملی فوتبال زیر ۱۶ سال و جوانان آلمان بازی کرده است.

## شیوه بازی
مورستت به خاطر قامت بلندش، به توانایی استفاده از ضربات سر شهرت دارد.